# Kirsten Price
Kirsten Price (Providence, Rhode Island; 13 de noviembre de 1981) es una actriz pornográfica estadounidense.
A pesar de haber nacido en Providence, Rhode Island, Price creció en Massachusetts. Tras tener éxito como modelo de bikini y convertirse en finalista en las competencias regionales de Miss Hawaiian Tropic, empezó a posar desnuda, hacer estriptis y finalmente firmó un contrato de exclusividad con Wicked Pictures en 2005.
Price se casó con el actor porno Barrett Blade el 9 de octubre de 2004. Luego se terminaron divorciando.
En 2006, como una de las 4 finalistas del reality show My Bare Lady.
Price también tuvo un pequeño papel en un episodio de la serie de televisión Weeds. La escena incluye actores porno tales como Jessica Jaymes y Lexington Steele.

## Premios
- 2007 Premio AVN Mejor Actriz de Reparto (Película) – Manhunters[4]
- 2007 Premio AVN Mejor Escena de Sexo Grupal (Película) – FUCK (con Carmen Hart, Katsumi, Mia Smiles, Eric Masterson, Chris Cannon, Tommy Gunn, Randy Spears)[4]